# Kroměříž (huyện)
Huyện Kroměříž (tiếng Séc: Okres Kroměříž) là một huyện (okres) nằm trong vùng Zlín của Cộng hòa Séc. Huyện Kroměříž có diện tích 799 km2, dân số năm 2002 là 107852 người. Thủ phủ huyện đóng ở Kroměříž. Huyện này có 80 khu tự quản.

## Các khu tự quản
Huyện Kroměříž có 80 khu tự quản sau: